# Wyrrabalong-Nationalpark
Der Wyrrabalong-Nationalpark ist ein Nationalpark im Osten des australischen Bundesstaates New South Wales. Er wurde 1991 geschaffen.
Der Park besteht aus zwei getrennten Teilen. Der nördliche Teil bedeckt ca. 480 ha zwischen den Orten The Entrance und Norah Head und umfasst einen wesentlichen Teil der Landzunge zwischen der Lagune Tuggerah Lake und dem Meer sowie die Inseln Terilbah Island und Pelican Island in der Lagune. Der südliche Teil umfasst etwa 120 ha der Küste zwischen Shelly Beach und Forresters Beach. Im Park liegt auch der letzte größere Küstenregenwald im mittleren Abschnitt der Küste von New South Wales. 
Der Slogan für den Wyrrabalong-Nationalpark lautet: “Wyrrabalong, it’s where you belong”.

## Geschichte
Im Gebiet des heutigen Nationalparks lebten früher die Aboriginesstämme der Darkinjung und Awabakal. Die Darkinjung bewohnten den südlichen Teil und die Awabakal den nördlichen. Die ersten Europäer sollen den Tuggerah Lake 1796 entdeckt haben. Er wurde von David Collins, dem nachmaligen Gouverneur von Van-Diemens-Land, der mit der First Fleet ankam, entdeckt, als er die entflohene Gefangene Mary Morgan suchte, die mit den Aborigines im Norden des Hawkesbury River gelebt haben soll.